# Белая Гора (Якутия)
Бе́лая Гора́ (якут. Үрүҥ Хайа) — посёлок городского типа в России, административный центр Абыйского улуса Республики Саха (Якутия).
Население — 1905 чел. (2023).

## История
Образован в 1974 году. 4 октября 1974 года Президиум Верховного Совета РСФСР своим Указом утвердил Указ Президиума Верховного Совета Якутской АССР о перенесении центра Абыйского района из посёлка Дружина в посёлок Белую Гору.
В 1975 году удостоен премии ВДНХ за лучшее проектирование в условиях севера. Статус посёлка городского типа — с 1975 года.

## Население
| 1979  | 1989  | 2002  | 2009  | 2010  | 2011  | 2012  |
| ----- | ----- | ----- | ----- | ----- | ----- | ----- |
| 1955  | ↗3517 | ↘2463 | ↘2236 | ↗2245 | ↗2248 | ↘2224 |
| 2013  | 2014  | 2015  | 2016  | 2017  | 2018  | 2019  |
| ↘2209 | ↘2147 | ↘2101 | ↘2081 | ↘2074 | ↘2058 | ↘2026 |
| 2020  | 2021  | 2023  |       |       |       |       |
| ↘2009 | ↘1927 | ↘1905 |       |       |       |       |

## Транспорт
Автозимник «п. Белая Гора — с. Абый — с. Деску — с. Сыаганнах».

## Палеонтология и палеогенетика
- Летом 2018 года близ посёлка нашли щенка, жившего 18 тысяч лет назад. Первые анализы ДНК не дали понять волк это или собака. Секвенирование ДНК из ребра щенка Догора[англ.] поможет определить его место на эволюционном древе псовых[21]. В конечном итоге Dogor был идентифицирован как древний волк в июне 2022 года[22].
- Из останков хорошо сохранившейся в вечной мерзлоте птицы с неповрежденными перьями, когтями, кожей и мягкими тканями, учёным Центра палеогенетики в Швеции удалось выделить ДНК. Оказалось, что это рогатый жаворонок (Eremophila alpestris) из семейства жаворонковых (отряд воробьинообразные), живший 46 тыс. л. н. По генетическим данным он относится к предковой линии по отношению к двум современным подвидам, один из которых сегодня обитает на севере России, а другой — в монгольской степи[23][24][25].
- Кожа умершей 52 000 л. н. самки шерстистого мамонта (Mammuthus primigenius) ID IN18-032 (ID «YakInf»), найденного около Белой Горы, сохранила древнюю трёхмерную архитектуру генома. Генетический материал этого шерстистого мамонта состоит, как и у современных слонов, из 28 пар хромосом[26].